# Stanford University Libraries
Die Stanford University Libraries sind das Bibliothekssystem der Stanford University.
Es umfasst insgesamt mehr als 24 Bibliotheken.
Die Hauptbibliothek im Bibliothekssystem der  Stanford University ist die Green Library, benannt nach Cecil H. Green, die auch verschiedene Besprechungs- und Konferenzräume, Lern- und Lesesäle umfasst.
Die Bibliothek umfasst mehr als 12 Millionen Artikel, davon 3 Millionen E-Books sowie 260.000 seltene oder besondere Bücher.